# Tekle Giyorgis Ier
Tekle Giyorgis Ier (guèze : ተክለ ጊዮርጊስ, Plante de Saint Georges) né en 1759 et mort en 1817, est six fois Négus d’Éthiopie sous le nom de Fakr Sagad à partir de 1779 jusqu'en 1800.

## Biographie
Tekle Giyorgis, fils cadet de Yohannes II, succède seulement en 1779 à son frère Tekle Haymanot II assassiné (?) et règne par éclipse jusqu'en 1800. Les luttes entre seigneurs qui imposent sur le trône leur candidats sont alors si violentes qu’il doit se réfugier un moment chez les ermites du Ouoldebba.
Il s’allie cependant à Ali d'Yédjou, un chef galla du clan d'Yédjou ou d'Yeju, de la famille des Ouarra-Cheik, qu’il nomme gouverneur du Bégemeder (Begamder). Ras Ali réussit à dominer les autres nobles et obtient le titre héréditaire de Bitouadded et devient Enderassie (vice roi) en 1781. Lui et ses descendants (Ali Gaz d'Yédjou, Ras Gougsa Merso d'Yédjou, Ras Imâm d'Yédjou….) assument la réalité du pouvoir de 1781 à 1855, période dite des Masâfént (princes), ou « Temps des Juges », en référence avec la Bible.
Tekle Giyorgis Ier ne meurt à Aksoum que le 12 décembre 1817 mais il laisse le pays dans un état tel qu’aucune autorité centrale ne pourra s’imposer avant 1855. De nombreux souverains, tous rivaux et pour la plupart dénués de pouvoir, se répartissent entre les provinces chrétiennes du Tigré et du Choa et les principautés musulmanes de l’Est et du Sud.